# Signatários da Declaração de Independência da Lituânia

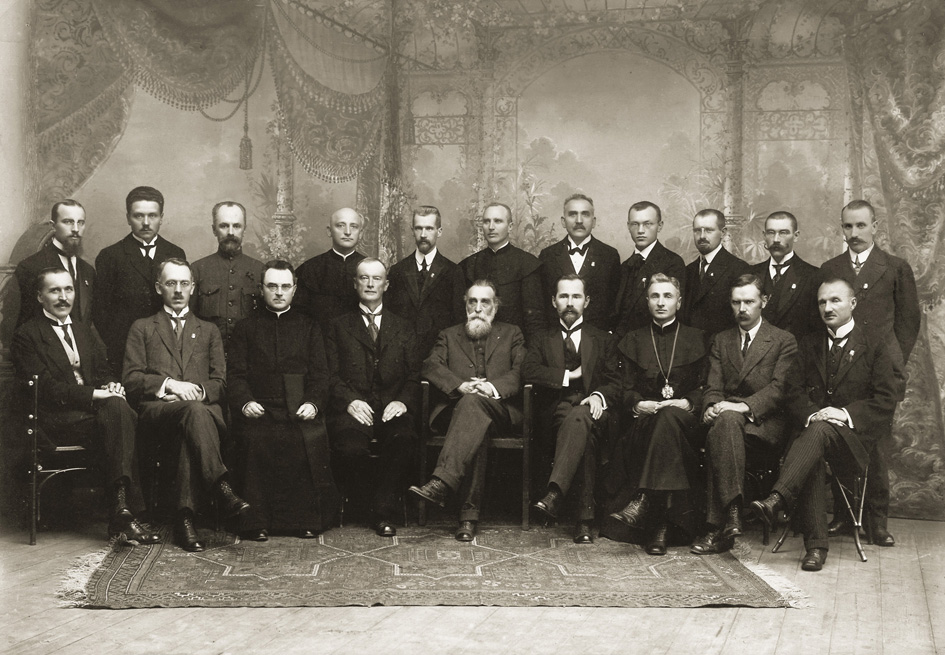
Os vinte signatários.

Os signatários da Declaração de Independência da Lituânia foram os vinte homens lituanos que assinaram a Declaração de Independência da Lituânia em 16 de fevereiro de 1918. Os signatários foram eleitos para o Conselho da Lituânia pela Conferência de Vilnius em setembro de 1917 e encarregados com a missão de estabelecer um estado independente lituano. A independência proclamada foi estabelecida somente no final de 1918, depois da Alemanha ter ficado enfraquecida após a Primeira Guerra Mundial e de suas tropas terem se retirado do território lituano. O que se seguiu foi um longo processo de construir o estado, determinando suas fronteiras, e ganhando reconhecimento diplomático internacional. Os signatários tiveram sucesso em sua missão e a Lituânia independente existiu até a União Soviética ocupar o estado em 15 de junho de 1940. Após a declaração da independência da Lituânia, os signatários continuaram a participar da vida pública da Lituânia; dois deles, Antanas Smetona e Aleksandras Stulginskis, foram mais tarde eleitos Presidentes da Lituânia, e Jonas Vileišis se tornou prefeito de Kaunas, a capital temporária da Lituânia. Após a Lituânia perder sua independência durante a Segunda Guerra Mundial, seis dos signatários sobreviventes foram mandados à prisão ou executados pelo governo soviético, e seis outros foram para exílio. O último sobrevivente faleceu em 22 de setembro de 1969.

## Signatários
| Imagem | Nome                                     | Afiliação política                           | Profissão/Educação                                                                                                 | Data e local de nascimento                             | Data e local de falecimento                                                    |
| ------ | ---------------------------------------- | -------------------------------------------- | --- | ------------------------------------------------------ | ------------------------------------------------------------------------------ |
|        | Saliamonas Banaitis pronunciaçãoⓘ        | Democratas Cristãos Lituanos                 | Editor, cursos de comércio e contabilidade em São Petersburgo e estudos inacabados na Universidade Vytautas Magnus | 15/07/1866 na vila Vaitiekupiai, distrito de Šakiai    | 04/05/1933 em Kaunas, Lituânia                                                 |
|        | Jonas Basanavičius pronunciaçãoⓘ         | Sem partido                                  | Físico, Universidade de Moscou                                                                                     | 23/10/1851 na vila Ožkabaliai, distrito de Naumiestis  | 16/02/1927 em Vilnius, Lituânia                                                |
|        | Mykolas Biržiška pronunciaçãoⓘ           | Partido Social Democrata                     | Advogado, Universidade de Moscou                                                                                   | 24/08/1882 em Viekšniai                                | 24/08/1962 em Los Angeles, Estados Unidos                                      |
|        | Kazys Bizauskas pronunciaçãoⓘ            | Democratas Cristãos Lituanos                 | Advogado, Universidade de Moscou                                                                                   | 15/02/1893 em Pavilosta, Letônia                       | 26/06/1941 perto de Minsk, Bielorrússia                                        |
|        | Pranas Dovydaitis pronunciaçãoⓘ          | Democratas Cristãos Lituanos                 | Advogado, Universidade de Moscou                                                                                   | 02/12/1886 na vila Runkiai, distrito de Marijampolė    | 04/10/1942 no campo de prisioneiros Sverdlovsk, Rússia                         |
|        | Steponas Kairys pronunciaçãoⓘ            | Partido Social Democrata                     | Engenheiro, Instituto de Tecnologia em São Petersburgo                                                             | 03/01/1879 na vila Užnevėžis, distrito de Ukmergė      | 16/12/1964 na Cidade de Nova York, Estados Unidos                              |
|        | Petras Klimas pronunciaçãoⓘ              | Sem partido                                  | Advogado, Universidade de Moscou                                                                                   | 23/02/1891 na vila Kušliškiai, distrito de Marijampolė | 16/01/1969 em Kaunas, Lituânia                                                 |
|        | Donatas Malinauskas pronunciaçãoⓘ        | Sem partido                                  | Agrônomo, Academia Agrícola Tábor                                                                                  | 07/03/1869 em Krāslava, Letônia                        | 30/101941 em um campo de deportação em massa na Sibéria perto de Biysk, Rússia |
|        | Vladas Mironas pronunciaçãoⓘ             | União Nacional Lituana                       | Padre, Seminário de Padres de Vilnius e Academia de Padres de São Petersburgo                                      | 22/06/1880 na vila Kuodiškiai, distrito de Rokiškis    | 17/02/1953 na prisão Vladimir, Rússia                                          |
|        | Stanisław Narutowicz pronunciaçãoⓘ       | Sem partido                                  | Advogado, Universidade de São Petersburgo                                                                          | 02/09/1862 na vila Brevikai, distrito de Telšiai       | 31/12/1932 em Kaunas, Lituânia                                                 |
|        | Alfonsas Petrulis pronunciaçãoⓘ          | Partido do Progresso Nacional                | Padre, Seminário de Padres de Kaunas, Seminário de Padres de Vilnius                                               | 04/08/1873 na vila Kateliškiai, distrito de Biržai     | 28/06/1928 em Musninkai, Lituânia                                              |
|        | Antanas Smetona pronunciaçãoⓘ            | União Nacional Lituana                       | Advogado, Universidade de São Petersburgo                                                                          | 10/08/1874 na vila Užulėnis, distrito de Ukmergė       | 09/01/1944 em Cleveland, Ohio, Estados Unidos                                  |
|        | Jonas Smilgevičius pronunciaçãoⓘ         | Sem partido                                  | Economista, Universidade de Berlim                                                                                 | 12/02/1870 na vila Šoniai, distrito de Telšiai         | 27/09/1942 em Kaunas, Lituânia                                                 |
|        | Justinas Staugaitis pronunciaçãoⓘ        | Democratas Cristãos Lituanos                 | Padre, Seminário de Padres de Seiniai                                                                              | 14/10/1866 na vila Tupikai, distrito de Šakiai         | 08/07/1943 em Telšiai, Lituânia                                                |
|        | Aleksandras Stulginskis pronunciaçãoⓘ    | Democratas Cristãos Lituanos                 | Agrônomo, Seminário de Padres de Kaunas e Universidade de Halle                                                    | 26/02/1885 na vila Kutaliai, distrito de Raseiniai     | 22/09/1969 em Kaunas, Lituânia                                                 |
|        | Jurgis Šaulys pronunciaçãoⓘ              | Sem partido                                  | Financista, Universidade de Berna                                                                                  | 05/05/1879 na vila Balsėnai, distrito de Tauragė       | 18/10/1948 em Lugano, Suíça                                                    |
|        | Kazimieras Steponas Šaulys pronunciaçãoⓘ | Democratas Cristãos Lituanos                 | Padre, Seminário de Padres de Vilnius e Academia de Padres de São Petersburgo                                      | 28/01/1872 na vila Stempliai, distrito de Tauragė      | 09/05/1964 em Lugano, Suíça                                                    |
|        | Jokūbas Šernas pronunciaçãoⓘ             | Sem partido                                  | Advogado, Universidade de São Petersburgo                                                                          | 14/06/1888 na vila Jasiškiai, distrito de Biržai       | 31/07/1926 em Kaunas, Lituânia                                                 |
|        | Jonas Vailokaitis pronunciaçãoⓘ          | Democratas Cristãos Lituanos                 | Financista, Instituto do Comércio e Indústria de São Petersburgo                                                   | 25/06/1886 na vila Pikžirniai, distrito de Šakiai      | 16/12/1944 em Blankenburg, Alemanha                                            |
|        | Jonas Vileišis pronunciaçãoⓘ             | Partido Popular Socialista Democrata Lituano | Advogado, Universidade de São Petersburgo                                                                          | 03/01/1872 na vila Mediniai, distrito de Biržai        | 01/06/1942 em Kaunas, Lituânia                                                 |

## Antecedentes pessoais e profissionais

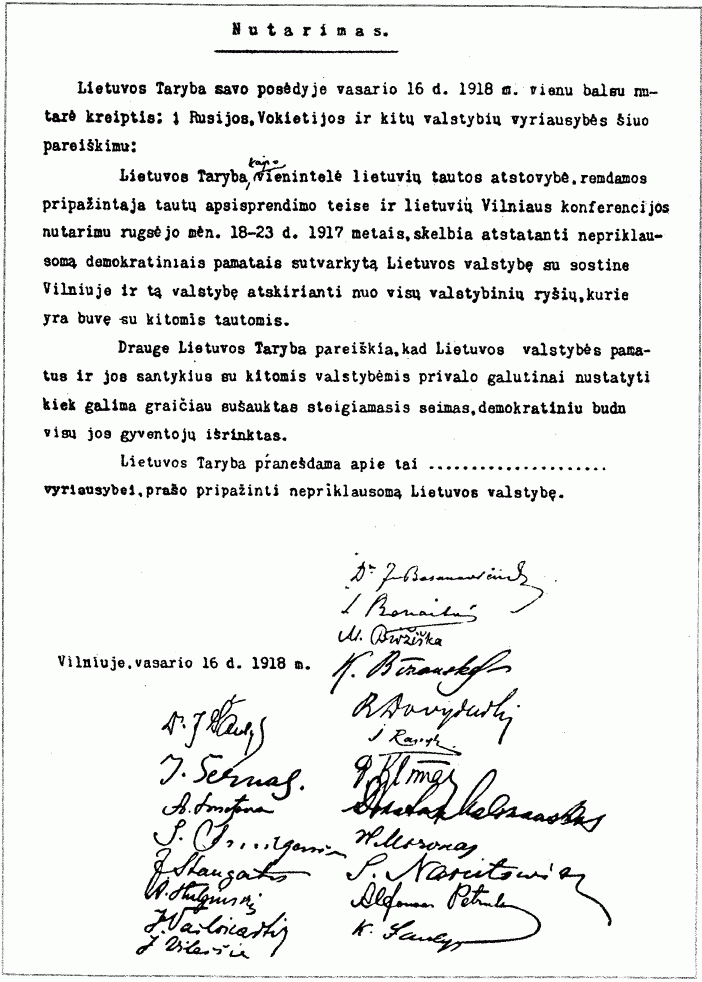
Fácsimile da Declaração de 16 de Fevereiro.

Os signatários vieram de uma variedade de contextos sociais; dos vinte signatários, quatro nasceram em famílias nobres lituanas: Donatas Malinauskas, Stanisław Narutowicz, Jonas Smilgevičius e Mykolas Biržiška; os outros 16 eram filhos de fazendeiros. O mais velho dos signatários era Jonas Basanavičius, que tinha 67 anos na época, e o mais jovem era Kazys Bizauskas, com 25 anos. Dos restantes, três estavam em seus cinqüenta anos, seis em seus quarenta, oito em seus trinta, e um em seus vinte. À exceção de Saliamonas Banaitis, todos possuiam diplomas de educação superior. Em 1926, ele se matriculou na Universidade de Kaunas, mas seus estudos ficaram inacabados devido a sua morte em 1933. Quanto a antecedentes educacionais, o Conselho era dominado por oito advogados. O grupo também incluiu quatro padres, dois agrônomos, dois financistas, um físico, um economista, e um engenheiro. A maior parte dos signatários recebeu sua educação superior fora da Lituânia, uma vez que na época a Lituânia não possuia universidades - a Universidade de Vilnius foi fechada após a Revolta de Janeiro em 1863. Muitos dos signatários haviam estudado na Universidade de Moscou e na Universidade de São Petersburgo.
Por fé, dezenove dos signatários eram católicos, apesar de Jonas Basanavičius não ter sido praticante; Jokūbas Šernas era o único declarado reformista protestante. Na época da Declaração de Independência, seis dos signatários eram oficialmente sem partido, sete eram membros do conservador Democratas Cristãos Lituanos, dois eram afiliados à União Nacional Lituana e o Partido Social Democrata, e Jonas Vileišis era afiliado ao Partido do Progresso Nacional e o partido de esquerda Partido Popular Socialista Democrata Lituano.

## Atividades antes da Declaração de Independência
Todos os signatários haviam sido ativos no movimento de independência da Lituânia. Antanas Smetona, Donatas Malinauskas, e diversos outros haviam participado nas sociedades secretas lituanas do final do século XIX e começo do século XX; estes grupos promoviam a distribuição ilegal de materiais impressos na língua lituana, banida pelo governo Czarista de 1866 a 1904, assim como lutavam contra outras tentativas de Russificação pelas autoridades. Antanas Smetona, Steponas Kairys, Alfonsas Petrulis e Mykolas Biržiška foram expulsos de suas escolas secundárias por estas atividades. Jonas Basanavičius, o futuro presidente do Conselho da Lituânia quando a Declaração foi assinada, trabalhou por muito tempo como físico na Bulgária. Apesar das demandas por seu trabalho médico no exterior, ele contribuiu continuamente com os assuntos lituanos. Ele organizou a publicação do principal jornal de baixa circulação, Aušra; sua primeira edição apareceu em 1883. Basanavičius também foi ativo na vida política da Bulgária, representando seu Partido Democrata. Também foi descrito como um pioneiro da saúde pública na Bulgária. Muitos dos futuros signatários participaram na Grande Seimas de Vilnius, a qual moldou o futuro político do estado lituano em 1905.

## Atividades após a Declaração de Independência

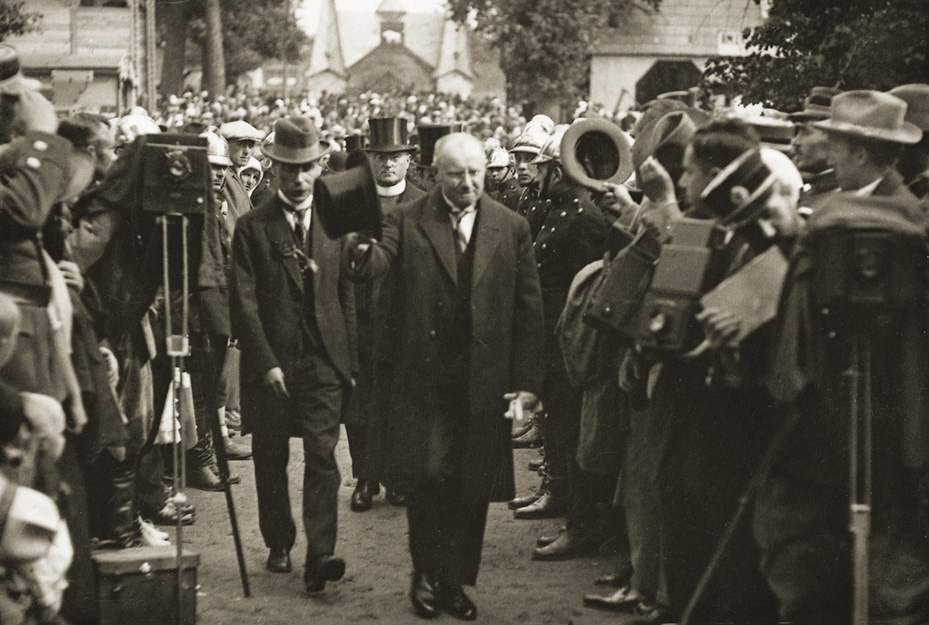
O signatário Aleksandras Stulginskis (ao centro) como Presidente da Lituânia na exibição agrícola de Kaunas, em 1924.

A maioria dos signatários da Declaração permaneceram ativos na vida política e cultural da Lituânia independente. Jonas Vileišis serviu no parlamento lituano e como prefeito de Kaunas; Saliamonas Banaitis se envolveu com finanças, abrindo diversos bancos. Entre os signatários estavam dois futuros Presidentes da Lituânia, Antanas Smetona e Aleksandras Stulginskis. Jonas Basanavičius retornou à vida acadêmica, seguindo com suas pesquisas sobre a cultura e o folclore lituanos. Cinco signatários morreram antes da Segunda Guerra Mundial começar; três morreram durante a ocupação nazista da Lituânia. Aqueles que não emigraram para países ocidentais foram presos como prisioneiros políticos após a Lituânia ser ocupada pela União Soviética durante a Segunda Guerra Mundial.
Aleksandras Stulginskis e Petras Klimas foram mandados para a prisão na Sibéria pelas autoridades soviéticas, mas sobreviveram e retornaram à Lituânia; Pranas Dovydaitis e Vladas Mironas também foram enviados para a Sibéria, mas faleceram lá. Kazys Bizauskas foi fuzilado junto com vários outros prisioneiros em 26 de junho de 1941 enquanto estava sendo transportado a uma prisão soviética em Minsk. Donatas Malinauskas, junto com muitos outros civis, foi deportado para a Sibéria e morreu lá em 30 de novembro de 1942; seu corpo retornou da Sibéria em 1993 e foi sepultado novamente, agora na Lituânia. Seis dos signatários sobreviventes foram para exílio. Os irmãos Jurgis Šaulys e Kazimieras Steponas Šaulys morreram na Suíça; Jonas Vailokaitis morreu na Alemanha; Antanas Smetona, Mykolas Biržiška e Steponas Kairys faleceram nos Estados Unidos.